# 三次人形
三次人形（みよしにんぎょう）は、広島県三次市の伝統的工芸品で、粘土を原料とした土人形である。

## 概要
広島県県北部では、三月の初節句には子どもの誕生の喜びと成長への願いを託して、男の子・女の子ともに三次人形を贈る風習がある。
製造方法は、まず粘土を型にはめて成形し素焼きで焼き上げ、最後に彩色と膠（ニカワ）の塗布を行う。この表面に塗った膠が出す独特の光沢から別名「光人形」とも呼ばれている。
三次人形の製作技術は、2006年（平成18年）4月17日に広島県の無形文化財として指定された。

## 歴史

### 起源
三次人形は寛永年間に、三次藩主浅野長治が江戸浅草の人形師、森喜三郎を連れ帰り歴史上の勇者や伝説上の人物の土人形を作らせたことが起源とされているが、裏付ける資料は残されていない。長治は、家臣が一子をもうけるたびに、祝いとしてこの土人形を贈ったと伝わっている。

### 近世
1854年（安政元年）5月に石見国から瓦職人の大崎忠右衛門が妻と子供を連れて三次に来た。忠右衛門は三次市山家町に良い土をみつけ、宮ノ峡（現、三次町）を窯を築き人形を作りはじめる。初期の人形は京都の伏見土人形や島根の長浜土人形の影響が見られるが、次第に独自の人形が作り出された。二代目は忠右衛門の娘キサ、三代目はキサの長男弥三郎、四代目は弥三郎の姉ノブと引き継がれた。
しかし、ノブの夫、丸本儀十郎は離婚し、1884年（明治17年）、原村（現三次市十日市町）に別の窯を築いた。儀十郎は宮ノ峡窯元の伝統を継ぐとともに、各地の人形を収集して研究改良を加えている。
このため人形は2ヶ所で製造されることになり、宮ノ峡でできた人形を「宮ノ峡人形（みやのかいつちにんぎょう）」と呼ばれ、十日市でできた人形は「十日市人形」と呼ばれていた。宮ノ峡人形には「三次宮ノ海人形本元」という刻印を入れて本元であることを主張していた。しかし、宮ノ峡窯元は1916年（大正5年）、ノブの長男儀一の時に60年間続いた窯元は廃絶している。
二代目熊市は日本画の技法を生かし優れた人形を作たが、三代目藤一の代に第二次世界大戦により1942年（昭和17年）にやむなく製造を中断した。

### 再興～現在
1956年（昭和31年）、4代目丸本十九瓶が、周囲の知識人や文化人から応援を受けて再興し、名称を三次人形に改める。新聞記者を職業としながら伝統の三次人形を作り続けるが1965年（昭和40年）に急死。その後は、十九瓶の妻昌子（5代目）、昌子の子息である垚（たかし）が1995年（平成7年）に6代目として引き継ぐ。2006年（平成18年）に広島県無形指定文化財に指定、2018年（平成30年）に地域文化功労者文部科学大臣表彰も受けるなど長らく地域発展に貢献していたが、2021年（令和3年）3月13日仕事中に倒れ、翌14日に急死（76歳没）。人形存続が危ぶまれたが、垚の妻であるみつ子が7代目を継承するとともに、垚・みつ子の子息も人形制作に携わっている。

## 種類
- 天神（菅原道真）
  - 座像・立像・牛乗り・松負・梅持など数種類ある。
  - 「寝牛乗り天神」「立ち牛乗り天神」は、2009年用年賀切手の図案として採用されている。
- 女物（特定の名前はない）
  - 菊・牡丹・瓢箪・桜・扇など日本らしいものを抱いている。
- 武者物
  - 男児の雄々しい成長を成長を願うもの。加藤清正、源義経、関羽などがある。

このほか、同様の願いを込めた人形として金太郎も数種類作られている。

## 窯元
- 所在地: 〒728-0014 広島県三次市十日市町南4丁目12-7
- 見学時間: 平日9：00～17：00まで

## 映像作品への登場
TBS系列の時代劇ドラマ、水戸黄門第26部4話（1998年3月2日放送）で登場している。